# Sophie-La-Roche-Realschule
Die Sophie-La-Roche-Realschule in Kaufbeuren ist eine kommunale Realschule, benannt nach Sophie von La Roche, die in Kaufbeuren geboren wurde. Schulträger ist die Stadt Kaufbeuren.

## Unterrichtsangebote
Als Wahlpflichtfächer in der 5. und 6. Klasse stehen Streichorchester, Percussionklasse, Taekwondo oder Sportorientierung zur Verfügung. Sie werden ab der 7. Klasse als Wahlfächer weitergeführt, als zusätzliches Wahlfach kommt der Bilinguale Unterricht (Geografie auf Englisch) hinzu.
Von der 7. bis zur 10. Klasse diversifiziert sich die Schule in den Mathe-, BWR-, Französisch- und Kunst-Zweig. In der Abschlussprüfung wird in jedem Zweig Mathe, Deutsch und Englisch geschrieben und zusätzlich der Zweig, den man ausgesucht hat. Im Mathezweig schreibt man zusätzlich Physik dazu.

## Schulpodcast
Diese Schule produziert eigene Podcasts, die während den Unterrichtszeiten durch die Lautsprechanlagen erklingen. Verschiedene Themen wie Interviews, Tipps und Tricks sind zu hören. Drei Podcastfolgen wurden im Schuljahr 2021/22 abgespielt.

## Schulleben
Am 28. November 2022 besuchte der bayerische Kultusminister Michael Piazolo die Pilotschule, um Eindrücke von dem Projekt „Digitale Schule der Zukunft“ zu bekommen.

## Persönlichkeiten

### Bekannte Lehrer
- Joachim Feldmeier (* 1949), Lehrer 1974 bis 2014

### Bekannte Schüler
- Luis Vorbach (* 2005), Schüler 2016 bis 2022[6]

## Auszeichnungen
Die Sophie-La-Roche Realschule wurde öfters ausgezeichnet als:
- KOMPASS-Schule
- Partnerschule PLUS Verbraucherbildung Bayern
- MINT-freundliche Schule
- MINT21DIGITAL-Netzwerkschule
- Berufswahl-SIEGEL Bayern
- Partnerschule der Bildungsinitiative 3malE
- Olympia ruft: Mach mit! – Platz 1